# Термотропізм
Термотропізм — вид тропізму, реакція (ріст, рух) рослини або частини рослини у відповідь на зміну температури.

Поширений приклад — завивання листя рододендрону у відповідь на холодні температури. Mimosa pudica також проявляє термотропізм шляхом обвалення черешків листя, що призводить до складання листочків, коли температура падає.
Термін «термотропізм» був введений французьким ботаніком Філіпом Ван Тігемом в книзі 1884 року «Traité de botanique». У своїй книзі він писав, що при дії на рослину оптимальної температури з одного боку рослини, і більш високої або більш низької ніж оптимальна з іншого боку, то рослина буде швидше рости з боку дії оптимальної температури.